# Rita Sangalli

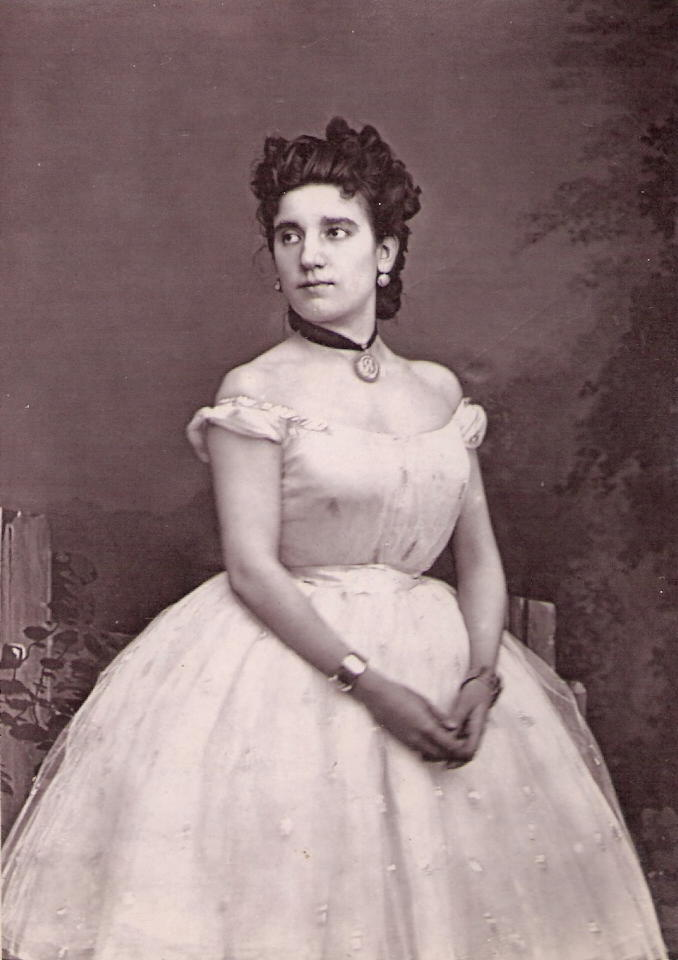
Rita Sangalli in uno foto del 1874.

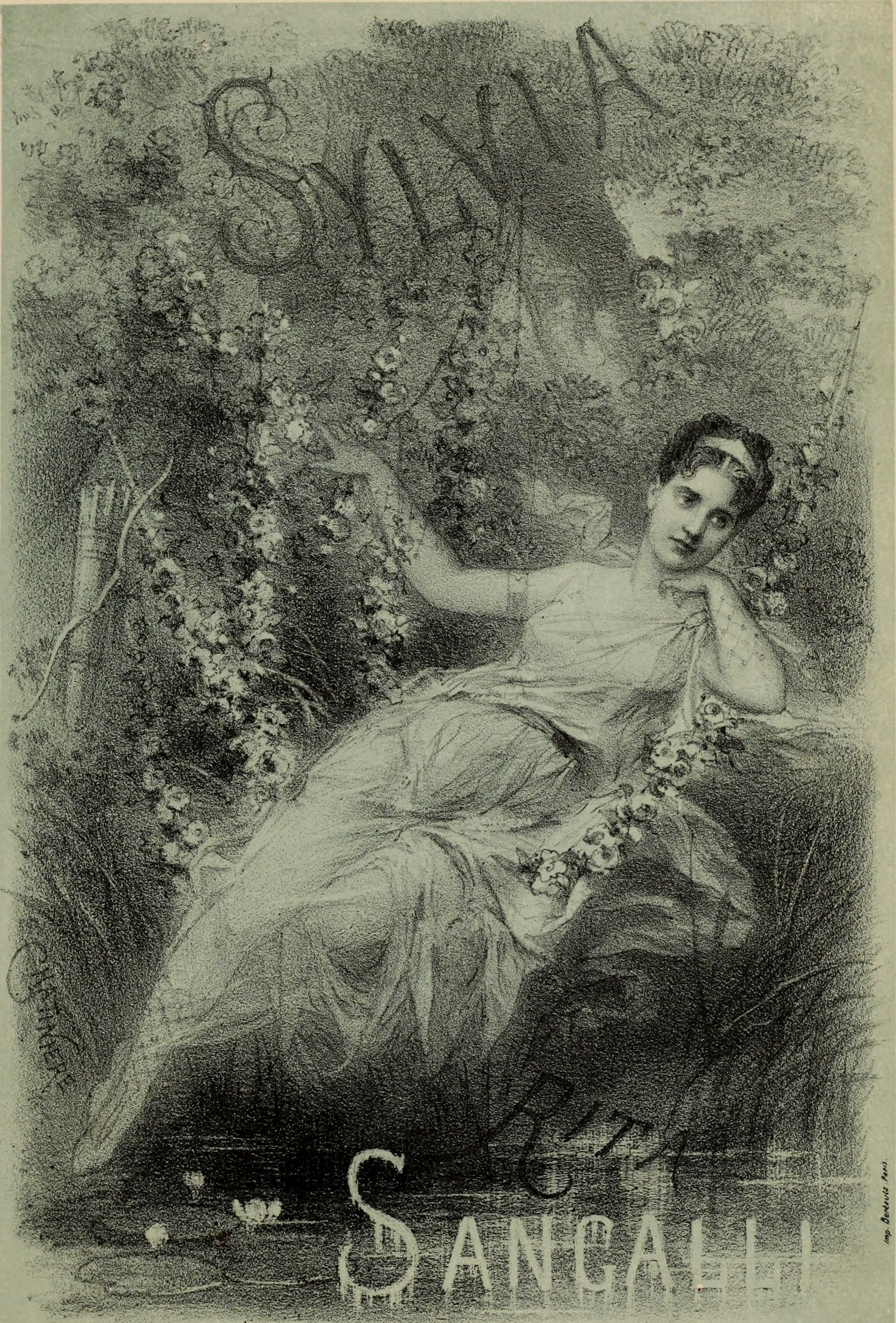
Il manifesto del balletto Sylvia ou La nymphe de Diane a Parigi (1876)

Rita Sangalli (Antegnate, 20 agosto 1849 – Erba, 3 novembre 1909) è stata una ballerina italiana, attiva soprattutto negli Stati Uniti (1866-70) e in Francia (1872-84).

## Biografia
Allieva di Auguste Hus al Teatro alla Scala di Milano, inizia all'età di tredici anni a danzare in alcune città italiane (Asti, Piacenza, Torino) e alla Scala di Milano nel 1865 in Flik e Flok di Paolo Taglioni, prima di esibirsi in Austria e allo His Majesty's Theatre di Londra nel 1866. Nello stesso anno, si reca negli Stati Uniti.
Con Maria Bonfanti appare come solista nello spettacolo The Black Crook; il trionfo dello spettacolo, lancia entrambe le ballerine della Scala ad una carriera di successo negli Stati Uniti. Sangalli trionfa anche nelle pantomime Humpty Dumpty (1868) e Hickory Dickory Dock (1869). Fondata una propria compagnia a New York, si impegna in una lunga tournée che la porta in varie città della California, del Colorado, dell'Oregon e a Salt Lake City in Utah.

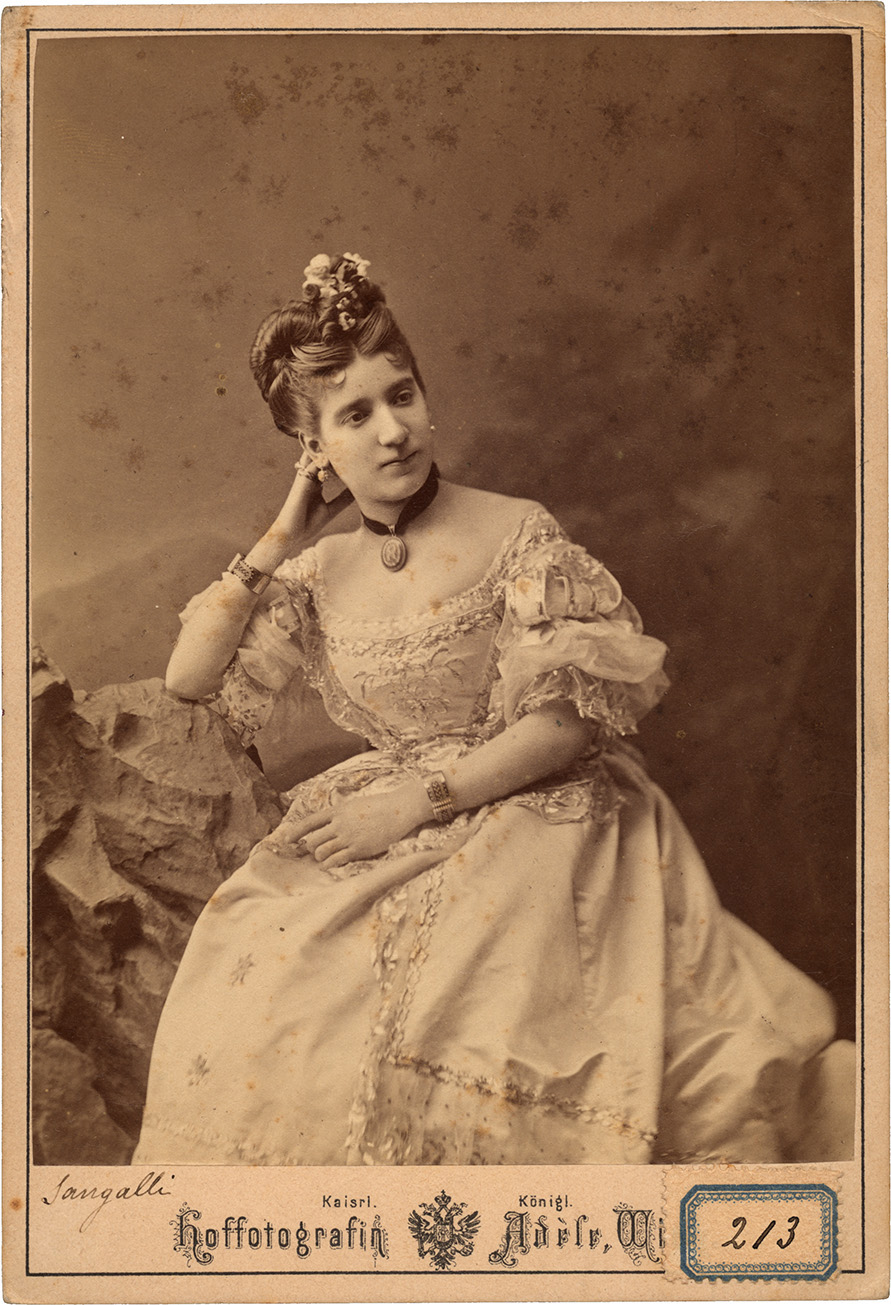
Ritratto di Rita Sangalli, ballerina (1850-1909). Foto di Atelier Adéle, prima del 1909

Di ritorno in Europa a Parigi nel 1870, deve rifugiarsi a Londra per due anni quando scoppia la guerra franco-prussiana. Dal 1872 è parte della compagnia di balletto dell'Opéra de Paris debuttando nel 1872 in un revival del balletto La Source di Arthur Saint-Léon. Crea quindi i ruoli di protagonista nei balletti Sylvia ou la Nymphe de Diane (14 giugno 1876) di Louis Mérante su musica di Léo Delibes, Yedda (1879) sempre di Louis Mérante su musica di Olivier Métra, e Namouna (6 marzo 1882) di Lucien Petipa su musica di Édouard Lalo.
Nel 1875, scrive la prefazione a un piccolo libro di Georges Duval intitolato Terpsichore, petit guide à l'usage des amateurs de ballets (Parigi: Tresse).
Si ritirò dalle scene nel 1884, diventando baronessa de Saint-Pierre per matrimonio nel 1886.

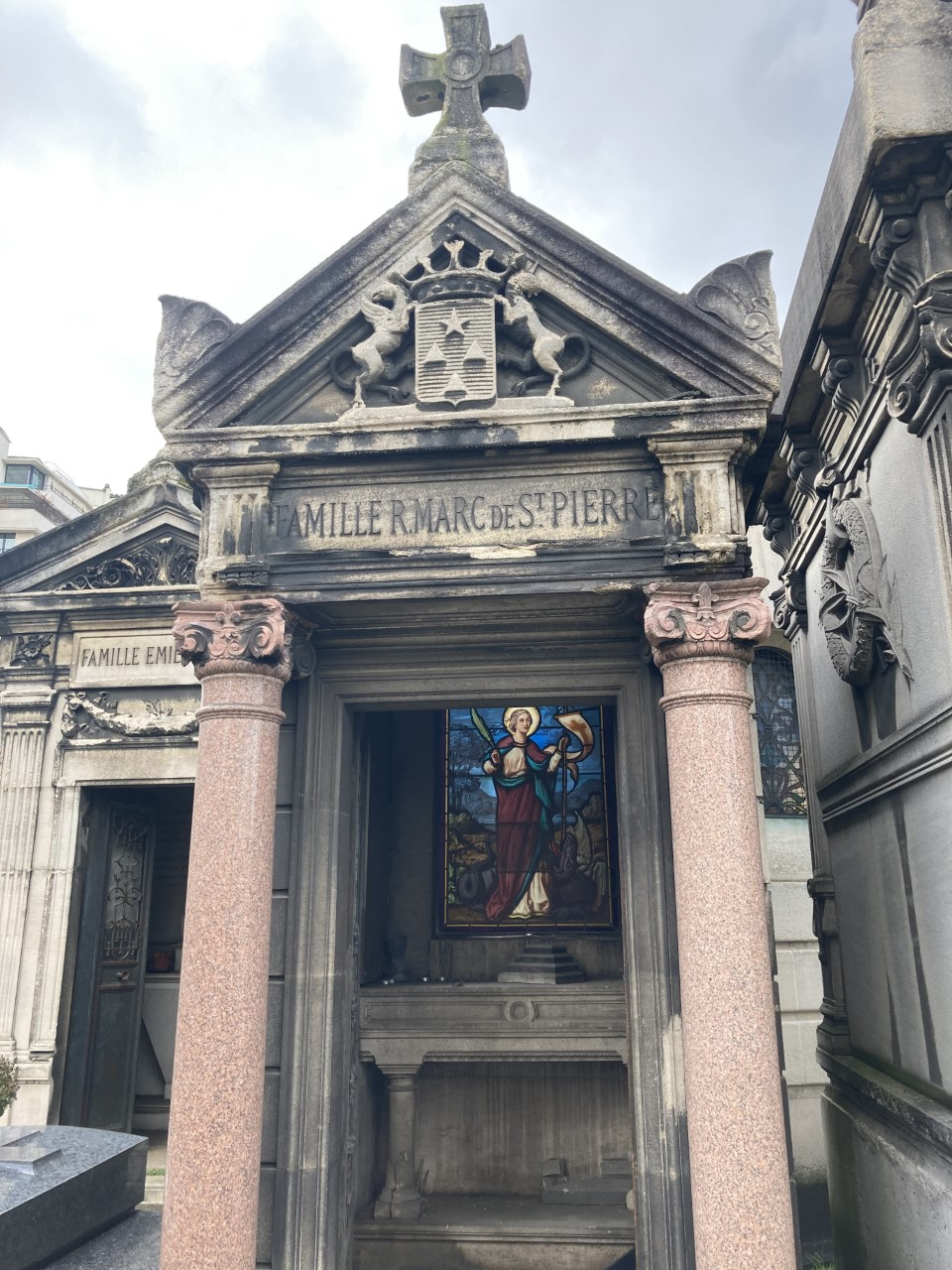
Tomba.